# Like Weezy
"Like Weezy" (gestileerd in hoofdletters) is een nummer van de Amerikaanse rapper Playboi Carti. Het werd op 14 maart 2025 via AWGE en Interscope Records, als het vijfentwintigste nummer van Carti's derde studioalbum, Music. Het werd geschreven door Playboi Carti, samen met producers Ojivolta en Kelvin Krash en het bevat een sample van "Bend Over" van Rich Kidz.

## Compositie
Het nummer bevat elementen van "8-bit vaporwave." Playboi Carti hanteert een zangstijl die wordt beschouwd als vergelijkbaar met die van Danny Brown of Young Thug in het begin van zijn carrière, en eert Lil Wayne in zijn teksten  terwijl hij ook rapt over seks en drugsgebruik.

## Ontvangst
Billboard plaatste het nummer op nummer 21 in hun ranglijst van nummers uit Music. In een recensie van Music voor Pitchfork schreef Alphonse Pierre: "Carti's rusteloosheid is de motor van het album, een weerspiegeling van zijn verveling, aandachtsspanne en ongebreidelde verbeelding in gelijke mate. Die chaos is hol wanneer hij haastig de blauwdruk van populaire prestigieuze rapalbums volgt, opwindend wanneer hij het gebruikt om het gevoel van de muziek in zijn bloedbaan te vatten. Zo heeft hij bijvoorbeeld een feestmaal met de Rich Kidz-hommage 'Like Weezy'."